# ثيودور ييتس
ثيودور ييتس (بالإنجليزية: Theodore Yates)‏ هو دراج أسترالي، ولد في 28 فبراير 1995 في Rockingham, Western Australia ‏ في أستراليا.

## وصلات خارجية
- ثيودور ييتس على موقع الاتحاد الدولي للدراجات (الإنجليزية)
- ثيودور ييتس على موقع إحصائيات الدراجات الإحترافية (الإنجليزية)
- ثيودور ييتس على موقع نسبة الدراجات (الإنجليزية)